# 华南兔儿风
华南兔儿风（学名：Ainsliaea walkeri）是菊科兔儿风属的植物，是中国的特有植物。分布在中国大陆的福建、广西、广东等地，生长于海拔700米的地区，多生长于溪旁石上或密林下湿润处，目前尚未由人工引种栽培。